# Jackson Rodríguez
Jackson Jesús Rodríguez Ortíz (* 25. Februar 1985 in San Cristóbal) ist ein venezolanischer Radrennfahrer.

## Sportliche Laufbahn
Jackson Rodríguez wurde 2004 Panamerikameister im Straßenrennen der U23-Klasse. Im Jahr darauf gewann er eine Etappe bei der Vuelta al Táchira. Auch im nächsten Jahr war er dort wieder erfolgreich. Außerdem gewann er jeweils eine Etappe bei der Vuelta a Cuba, bei der Vuelta a Venezuela und beim Clásico Ciclístico Banfoandes. 2007 wurde er mit seiner Mannschaft Lotería Táchira-Banfoandes Erster beim Mannschaftszeitfahren der Vuelta al Táchira. Ab 2008 fuhr Rodríguez für das venezolanisch-italienische Professional Continental Team Serramenti PVC Diquigiovanni-Androni Giocattoli. 2009 gewann er die Mexiko-Rundfahrt. In den folgenden Jahren gelangen ihm weitere Etappenerfolge bei der Vuelta al Táchira und der  Vuelta a Venezuela. 2011 gewann er mit seinem Team das Mannschaftszeitfahren bei der Settimana Internazionale.

## Erfolge
2004
- Panamerikanischer Meister – Straßenrennen (U23)

2005
- eine Etappe Vuelta al Táchira

2006
- eine Etappe Vuelta al Táchira
- eine Etappe Vuelta a Cuba
- eine Etappe Vuelta a Venezuela
- eine Etappe Clásico Ciclístico Banfoandes

2007
- eine Etappe Vuelta al Táchira (Mannschaftszeitfahren)

2008
- eine Etappe Vuelta a la Independencia Nacional
- eine Etappe Volta ao Alentejo
- eine Etappe Vuelta a Venezuela

2009
- Gesamtwertung und eine Etappe Vuelta Mexico

2010
- eine Etappe Tour de San Luis

2011
- Mannschaftszeitfahren Settimana Internazionale

2012
- eine Etappe Vuelta a Venezuela

2013
- zwei Etappen Vuelta a Venezuela

2016
- eine Etappe Vuelta al Táchira

2017
- eine Etappe Vuelta al Táchira

2019
- eine Etappe Vuelta Ciclista a Miranda

## Teams
- 2008 Serramenti PVC Diquigiovanni-Androni Giocattoli
- 2009 Serramenti PVC Diquigiovanni-Androni Giocattoli
- 2010 Androni Giocattoli-Serramenti PVC Diquigiovanni
- 2011 Androni Giocattoli-C.I.P.I
- 2012 Androni Giocattoli-Venezuela
- 2013 Androni Giocattoli-Venezuela
- 2014 Androni Giocattoli-Venezuela
- 2015 Androni Giocattoli-Sidermec
- 2017 China Continental Team of Gansu Bank (ab 1. Juli)